# Fachberater für Internationales Steuerrecht
Bei dem Titel eines Fachberaters für Internationales Steuerrecht handelt es sich um eine Zusatzqualifikation im deutschen Berufsrecht der Steuerberater.
Der Titel wird durch die zuständige Steuerberaterkammer verliehen und dient als Hinweis auf besondere Kenntnisse bestimmter Steuerrechtsgebiete (§ 1 Fachberaterordnung). Bei Nichterfüllung der zumindest 10 Zeitstunden kalenderjährlich umfassenden Fortbildungsverpflichtung kann die Verleihung der Fachberaterbezeichnung widerrufen werden (§§ 9, 19 Fachberaterordnung). 

## Anforderungen für die Verleihung
Der Titel kann an Steuerberater und Steuerbevollmächtigte vergeben werden, die seit mindestens drei Jahren bestellt sind.
Für die Verleihung des Titels müssen besondere theoretische Kenntnisse nachgewiesen werden. 
Dies geschieht zum einen dadurch, dass man an einem von der zuständigen Steuerberaterkammer zertifizierten Fortbildungskurs teilnimmt. Der Kurs muss einen Umfang von mindestens 120 Zeitstunden aufweisen. 
Im Rahmen des Lehrgangs müssen mindestens drei schriftliche Prüfungen von jeweils mindestens vier Stunden Länge mit Erfolg abgelegt werden. Zum anderen kann die Prüfungskommission den Bewerber zum Nachweis seiner theoretischen Qualifikation für ein 45- bis 60-minütiges Fachgespräch einladen.
Außerdem sind besondere praktische Erfahrungen nachzuweisen. Hier sind  mindestens 30 der innerhalb von drei Jahren durch den Bewerber bearbeiteten Fälle einzureichen.

## Rechtsgebiete der Ausbildung
Die Lehrgänge decken oft folgende Gebiete ab:
- Nationale Regelungen zur Vermeidung der Doppelbesteuerung
- Außensteuergesetz
- Europäisches Steuerrecht
- Doppelbesteuerungsabkommen
  - Betriebsstätten und Personengesellschaften
  - Qualifikationskonflikte
- Internationale Erbschaftsteuer
- Internationale Steuerplanung
- Verrechnungspreise und Dokumentationspflichten
- Verfahrensrecht
- Grenzüberschreitende Umwandlungen

## Abgrenzung zu anderen Fachberatertiteln
Der Fachberater für Internationales Steuerrecht ist neben dem Fachberater für Zölle und Verbrauchsteuern ein amtlicher Titel, der nur gemeinsam mit der Berufsbezeichnung Steuerberater geführt werden darf.
Andere Fachberatertitel werden von privaten Organisationen wie dem Deutschen Steuerberaterverband vergeben und dürfen zu Werbezwecken deutlich abgesetzt von der Berufsbezeichnung verwendet werden.
Daneben verleihen die Industrie- und Handelskammern Fachberatertitel wie den Fachberater für Finanzdienstleistungen oder den Fachberater im Außendienst im Rahmen der Aufstiegsfortbildung, deren Voraussetzung eine Berufsausbildung und gewisse berufliche Praxis sind.